# Siège de Bréda (1637)
Pour les articles homonymes, voir siège de Breda.
Guerre de Quatre-Vingts Ans et guerre de Trente Ans
Batailles
- Chronologie de la guerre de Quatre-Vingts Ans
- Valenciennes
- Austruweel
- Rheindalen
- Heiligerlee
- Jemmingen
- Jodoigne
- Brielle
- 1er Flessingue
- Malines
- Goes
- Mons
- Haarlem
- 2e Flessingue
- Borsele
- Zuiderzee
- Alkmaar
- Leyde
- Reimerswaal
- Mook
- Lillo
- Zierikzee
- 1er Anvers
- 1er Bréda
- Gembloux
- Rijmenam
- 1er Deventer
- Maastricht
- 2e Bréda
- Açores
- 2e Anvers
- 3e Anvers
- Boksum
- Zutphen
- 1er Berg-op-Zoom
- Gravelines
- 3e Bréda
- 2e Deventer
- Groningue
- Huy
- 1er Groenlo1
- 2e Groenlo
- Turnhout
- Nieuport
- Ostende
- L'Écluse
- 3e Groenlo
- Saint-Vincent
- Gibraltar
- Saint-Vincent (1621)
- 2e Berg-op-Zoom
- 4e Bréda
- 4e Groenlo
- Matanzas
- Bois-le-Duc
- Abrolhos
- Slaak
- Maastricht
- 5e Bréda
- Cabañas
- Calloo
- Les Downs
- Saint-Vincent (1641)
- Hulst
- Cavite

En 1637, au cours de la guerre de Quatre-Vingts Ans (qui se confond depuis 1618 avec la guerre de Trente Ans), que les Provinces-Unies ont mené contre l'Espagne pour obtenir leur indépendance, la cité de Bréda, sous domination espagnole, est assiégée par les troupes hollandaises commandées par Frédéric-Henri d'Orange-Nassau.
Le siège, qui a duré presque trois mois, s'est conclu par la reddition de la garnison espagnole et l'occupation de la cité par les forces hollandaises. À partir de ce moment, Bréda a appartenu définitivement aux Provinces-Unies hollandaises.

## Contexte
Vers 1566-68, les provinces du nord des Pays-Bas, appartenant à l'empire espagnol, ont commencé contre l'Espagne une série de révoltes qui ont abouti à la guerre de Quatre-Vingts Ans ou guerre des Flandres, lors de laquelle les Hollandais luttaient pour obtenir leur indépendance vis-à-vis de la couronne espagnole. En 1579, ces provinces se sont groupées dans l'union d'Utrecht en formant les Provinces-Unies, qui en 1581 ont déclaré unilatéralement leur indépendance par l'Acte de La Haye.
La guerre entre l'Espagne et les Provinces Unies (avec l'appui de l'Angleterre) s'est prolongée tout au long du premier tiers du XVIIe siècle, provoquant des deux côtés des pertes désastreuses sur les plans économiques et humains. En 1618 a commencé en Europe la guerre de Trente Ans, et en 1635 la France a déclaré la guerre à l'Espagne. Philippe IV régnait en Espagne et Ferdinand d'Autriche était gouverneur des Pays-Bas espagnols.
Frédéric-Henri d'Orange-Nassau était stathouder des Provinces-Unies. Au début de 1630, Frédéric-Henri poursuivait une politique de conquête — ou de libération, suivant le point de vue des rebelles hollandais — de la majorité des Pays-Bas Espagnols avec l'aide française. C'est ainsi qu'il avança lentement le long de la vallée de la Meuse vers l'est, occupant Venlo, Ruremonde et Maastricht.

### Bréda
La cité de Bréda, dans la province du Brabant, avait été l'objet de diverses batailles et sièges au cours de la guerre. Après le siège de Bréda de 1577, en 1581, les tercios espagnols l'ont reprise; en 1590, les Hollandais l'ont récupérée, et en 1625 Ambrogio Spinola l'avait conquise à nouveau pour l'Espagne par le siège de Bréda de 1624-1625. Omer Fourdin était gouverneur de la cité, chargé de sa défense.
Pour marcher sur Bruxelles, Frédéric-Henri devait récupérer Bréda, la "dague qui pointait vers le cœur de la République" et la possession anciennement la plus importante de la Maison d'Orange aux Pays-Bas.

## Préparatifs
À la demande de l'ambassadeur de Richelieu, au début de mai 1637, les États Généraux avaient réuni à Fort Rammekens une grande flotte et une armée d'environ 14 000 hommes et 4 000 cavaliers, dont l'objectif était d'attaquer Dunkerque. Ne pouvant appareiller à cause des conditions climatologiques adverses, qui se sont maintenues plusieurs semaines, et prenant en compte les préparatifs que les Espagnols avaient faits contre ce plan, Frédéric-Henri décida d'annuler l'attaque contre Dunkerque et de marcher avec ses forces sur Bréda.

## Le siège

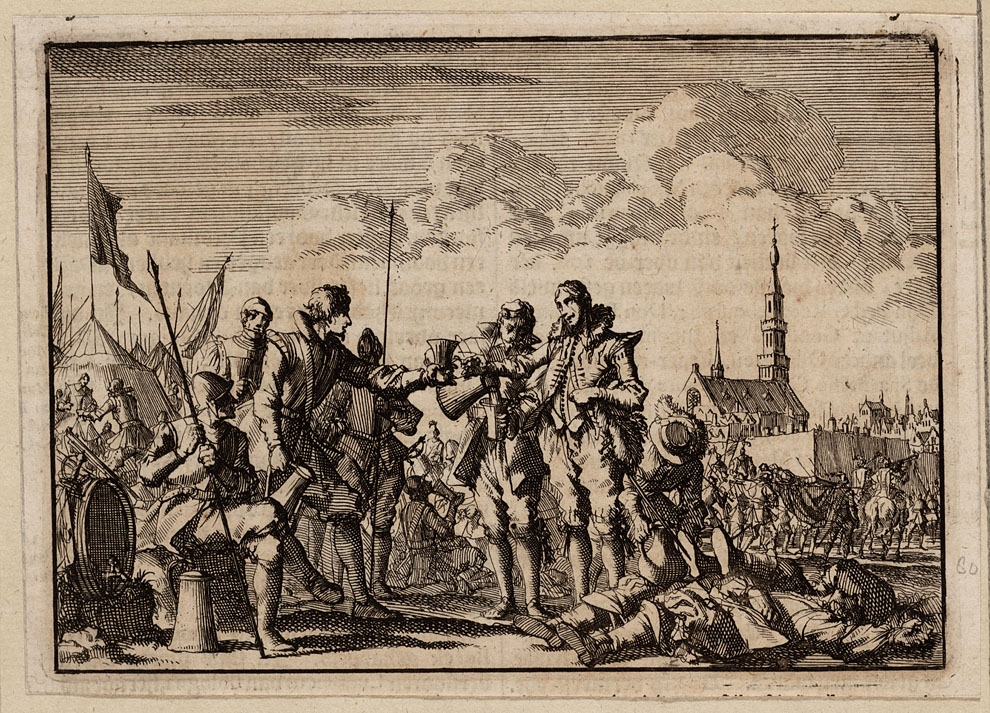
Rencontre amicale entre Espagnols et Hollandais durant un armistice pendant le siège de Bréda. Gravure de Jan Luyken

Le 21 juillet 1637, la cavalerie hollandaise commandée par Henri-Casimir de Nassau-Diez essaya de prendre la ville dans une attaque surprise mais fut repoussée, les portes de la ville ayant été fermées à temps. Le 23 juillet, avec la venue de Frédéric-Henri le siège débuta véritablement par la prise de plusieurs villages voisins. Guillaume II d'Orange-Nassau, âgé de seulement 13 ans, accompagnait son père Frédéric-Henri qui établit son quartier-général à Ginneken.
Ferdinand d'Autriche devait marcher avec le gros de ses forces au secours de Landrecy et de la province de Hainaut que les troupes françaises étaient en train d'assiéger. Il envoya le comte Jean de Nassau (cousin de Guillaume de Nassau-Siegen, qui luttait dans les rangs hollandais) à la tête d'une force de 5 000 hommes et 2 000 cavaliers avec la mission d'entrer dans Bréda pour la secourir. Incapable de traverser les lignes hollandaises, Jean de Nassau dut se retirer.
L'armée hollandaise entoura la cité avec un système de tranchées d'un périmètre de 34 km. Une tranchée extérieure protégeait les assiégeants des attaques espagnoles. Des tranchées couvertes permettaient d'avancer jusqu'aux portes. Le 1er septembre, le fossé avait été comblé en deux endroits, mais la garnison a continué à résister férocement, repoussant l'attaque. Le 6 octobre, obligé par le manque de munitions et par le nombre de blessés dans les rangs des assiégés, le gouverneur Fourbin proposa aux Hollandais de se rendre et de se retirer avec les honneurs, ce qui fut accepté par Frédéric-Henri, et le 11 octobre à 11:00 h du matin, les Espagnols quittaient la cité au son des tambours, pour se retirer à Malines.
Durant le siège, l'artillerie hollandaise a tiré 23 000 projectiles contre les fortifications de la cité.

## Conséquences
La prise de Bréda ajoutée à celles de Bois-le-Duc en 1629 et de Maastricht en 1632 a permis aux Hollandais d'assurer le commerce de la Zélande ainsi que les frontières hollandaises contre les attaques des tercios espagnols. La cité, dont le contrôle était passé plusieurs fois dans les mains des uns et des autres combattants durant la guerre des Flandes, est restée définitivement au pouvoir des Provinces Unies.
La victoire hollandaise a confirmé le stathouder Frédéric-Henri d'Orange-Nassau dans son rôle de leader militaire, pour avoir réussi à conquérir en seulement sept semaines la cité alors qu'Ambrogio Spinola avait eu besoin de onze mois durant le siège de Bréda en 1624-1625. Après la conquête, Frédéric-Henri ordonna de réparer et renforcer les fortifications de la ville pour lui permettre de résister à de possibles attaques espagnoles.
L'aide de la France aux Provinces-Unies ainsi que le début en 1640 de la guerre de la Restauration de l'Indépendance du Portugal et du Soulèvement de la Catalogne, aggravant la situation militaire espagnole, seraient la cause de retrait progressif des tercios espagnols des Pays-Bas. La guerre de Quatre-Vingts Ans se prolongera jusqu'en 1648, quand après les traités de Westphalie a été déclarée l'indépendance définitive des Provinces Unies.
Le siège de Bréda de 1637 a servi de source d'inspiration pour les peintres et graveurs flamands, parmi lesquels Jan van Hilten et Hendrick de Meijer (en) (« Salida de las tropas españolas de Breda », sortie des troupes espagnoles de Bréda).

## Sources
- (es) Cet article est partiellement ou en totalité issu de l’article de Wikipédia en espagnol intitulé « Asedio de Breda (1637) » (voir la liste des auteurs).